# Математики тоже шутят
«Математики тоже шутят» — книга Сергея Федина, представляющая собой собранную и обработанную автором коллекцию математического юмора. В книге собраны многочисленные математические шутки: высказывания учёных, случаи на экзаменах, анекдоты, забавные формулы и теоремы и т. д.
Сборник представляет собой первое достаточно полное собрание математического юмора на русском языке. Как указано в аннотации к книге, она будет интересна и полезна не только любителям математики, студентам и преподавателям, но и старшеклассникам, а также всем, кто сталкивался с «увлекательной наукой» математикой в вузе.
Первое издание вышло в 2009 году, а к 2012 году книга выдержала 4 издания. Существенная часть книги вошла в сборник «Учёные шутят» (М., 2010).
Материал сборника неоднократно цитировался в различных книгах («Геологи шутят… И не шутят», М., 2010; «Советские физики шутят… Хотя бывало не до шуток», М., 2009 и т. д.) и периодических изданиях («Наука и жизнь», «Математика в школе», «Полином» и др.).

## Содержание книги
Согласно оглавлению, четвёртое, существенно переработанное и дополненное издание книги включает следующие главы:
- Шутки известных учёных;
- Случаи на экзаменах, лекциях и проч.
- Математические анекдоты;
- Забавные формулы, теоремы, задачи;
- Студенческий фольклор;
- Всяко разно.